# Razziegalan 1981
Razziegalan 1981 var den första upplagan av Golden Raspberry Awards som hölls den 31 mars 1981 i John Wilsons vardagsrum och belönade sämsta filminsatser under 1980.

## Vinnare och nominerade
Vinnarna listas i fetstil.
| Sämsta film | Sämsta regissör |
| --- | --- |

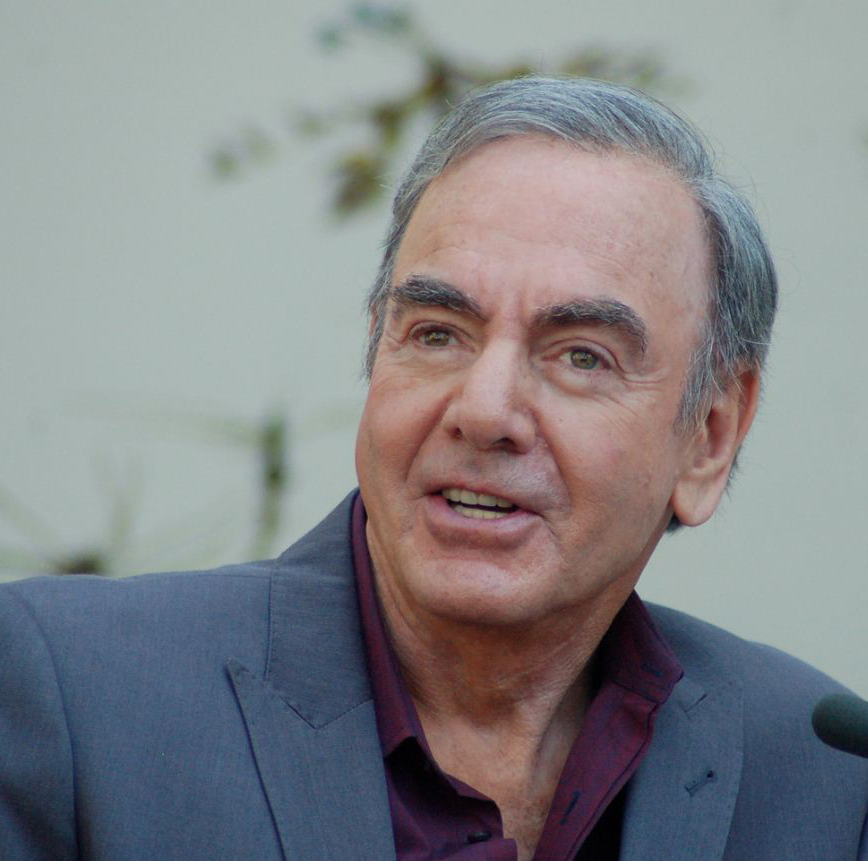
Neil Diamond
Sämsta manliga skådespelare

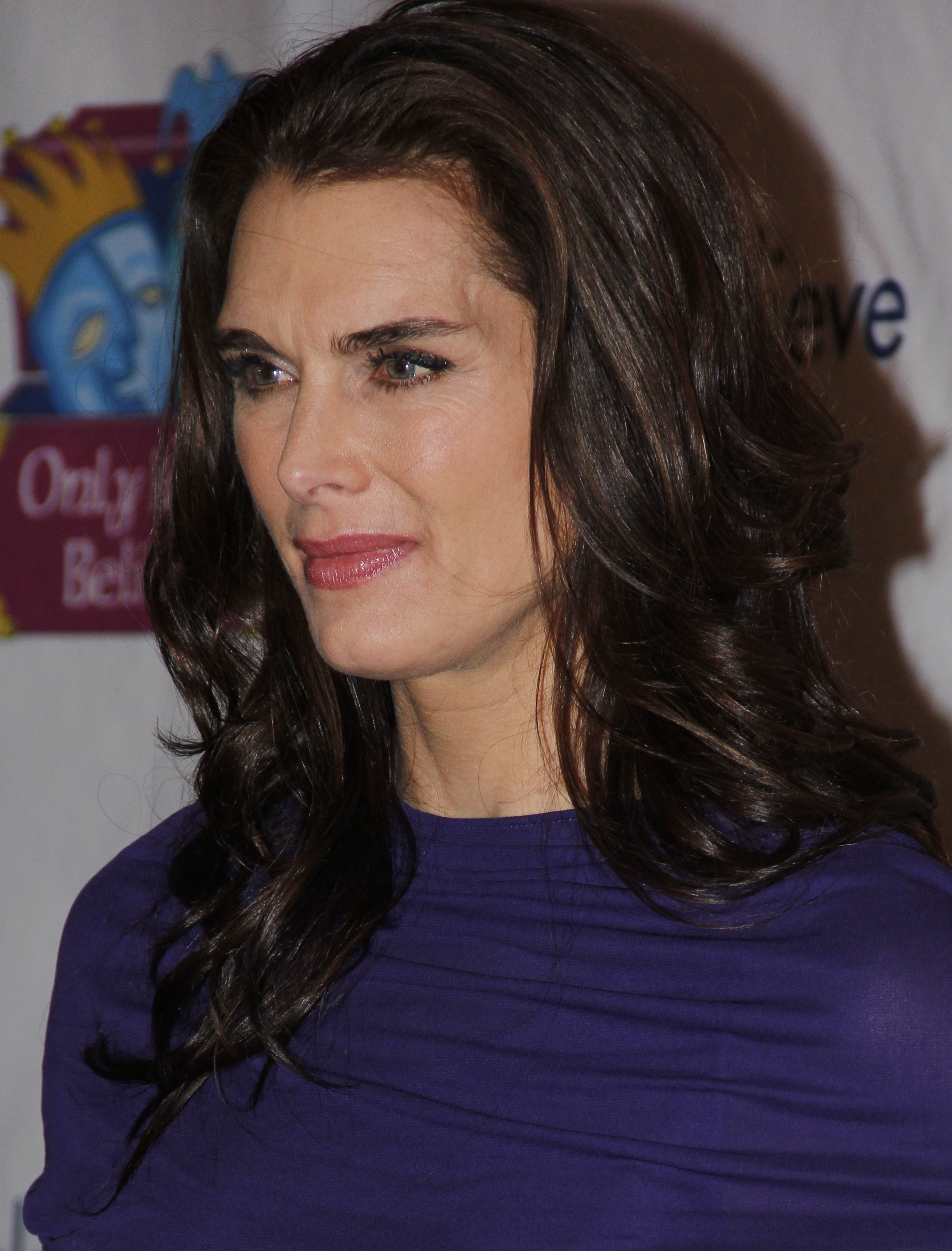
Brooke Shields
Sämsta kvinnliga skådespelare

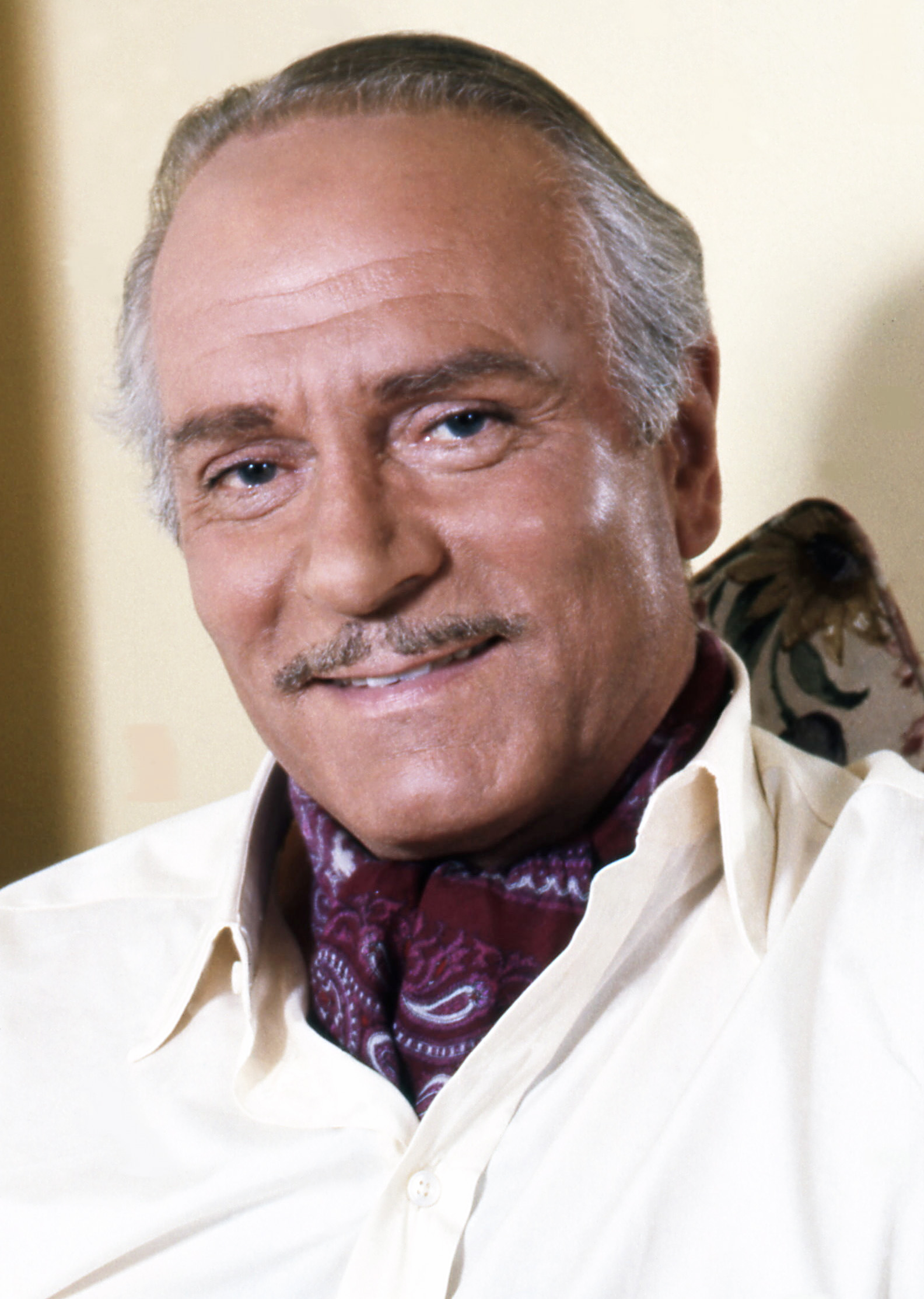
Laurence Olivier
Sämsta manliga biroll

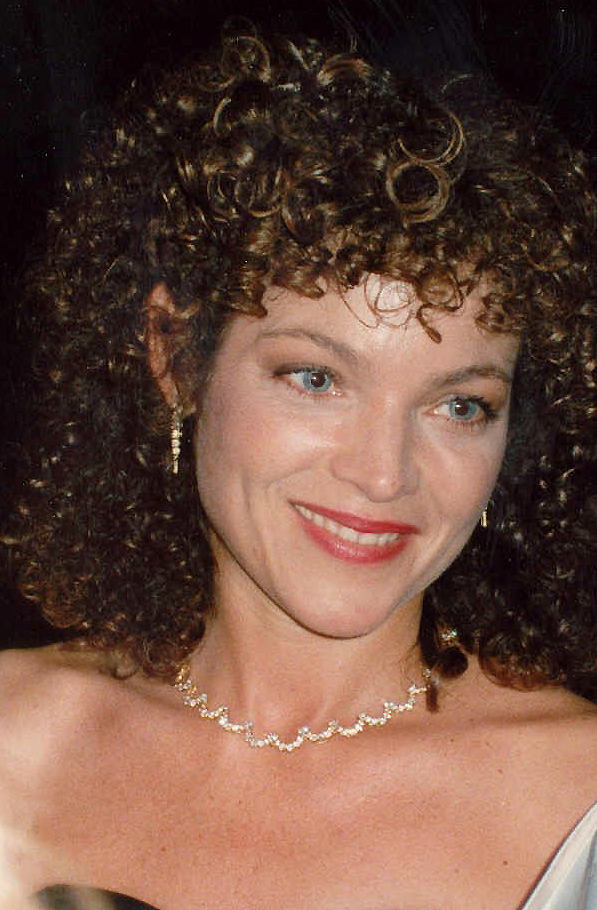
Amy Irving
Sämsta kvinnliga biroll

| - Can't Stop the Music – Allan Carr - Agent 86 - med rätt att göra bort sig – Jennings Lang - Den hemliga formeln – Steve Shagan - Fredagen den 13:e – Sean S. Cunningham - The Jazz Singer – Jerry Leider - Lockbetet – Jerry Weintraub - Lyft Titanic! – William Frye - Mannen i mörkret – Mike Lobell - Mördarroboten – Stanley Donen - Xanadu – Lawrence Gordon                                                                                           | - Robert Greenwald – Xanadu - John G. Avildsen – Den hemliga formeln - Brian De Palma – I nattens mörker - William Friedkin – Lockbetet - Sidney J. Furie och Richard Fleischer – The Jazz Singer - Stanley Kubrick – The Shining - Michael Ritchie – Fruktans ö - John Trent – En tjej för mycket - Nancy Walker – Can't Stop the Music - Gordon Willis – Mannen i mörkret                                                |
| Sämsta manliga skådespelare | Sämsta kvinnliga skådespelare |
| - Neil Diamond – The Jazz Singer - Michael Beck – Xanadu - Robert Blake – Har jag gjort bort mig nu igen? - Michael Caine – Fruktans ö / I nattens mörker - Kirk Douglas – Mördarroboten - Richard Dreyfuss – Tävlingen - Anthony Hopkins – Snacka om vänsterprassel! - Bruce Jenner – Can't Stop the Music - Sam J. Jones – Blixt Gordon | - Brooke Shields – Den blå lagunen - Nancy Allen – I nattens mörker - Faye Dunaway – Mannen med ishackan - Shelley Duvall – The Shining - Farrah Fawcett – Mördarroboten - Sondra Locke – Bronco Billy - Olivia Newton-John – Xanadu - Valerie Perrine – Can't Stop the Music - Deborah Raffin – Touched by Love - Talia Shire – Mannen i mörkret                                                                          |
| Sämsta manliga biroll | Sämsta kvinnliga biroll |
| - John Adames – Gloria - Laurence Olivier – The Jazz Singer - Marlon Brando – Den hemliga formeln - Charles Grodin – Har inte vi setts förut? - David Selby – Lyft Titanic! | - Amy Irving – På väg igen - Elizabeth Ashley – Mannen i mörkret - Georg Stanford Brown (Drag) – Dårfinkarna - Betsy Palmer – Fredagen den 13:e - Marilyn Sokol – Can't Stop the Music |
| Sämsta manus | Sämsta originalsång |
| - Can't Stop the Music – Allan Carr och Bronte Woodard - Den hemliga formeln – Steve Shagan - En tjej för mycket – Carl Kleinschmitt - Lockbetet – William Friedkin - Lyft Titanic! – Eric Hughes och Adam Kennedy - Mannen i mörkret – Barry Siegel - Nu är det min tur! – Eleanor Bergstein - Snacka om vänsterprassel! – Ronni Kern, Erich Segal och Fred Segal - Touched by Love – Hesper Anderson - Xanadu – Richard Christian Danus och Marc Reid Rubel | - "The Man With Bogart's Face" från Mannen som trodde han var Bogart – George Duning och Andrew J. Fenady - "(You) Can't Stop The Music" från Can't Stop the Music – Jacques Morali - "Suspended in Time" från Xanadu – John Farrar - "Where Do You Catch The Bus for Tomorrow?" från Snacka om vänsterprassel! – Alan Bergman, Marilyn Bergman och Henry Mancini - "You, Baby, Baby!" från The Jazz Singer – Neil Diamond |

### Filmer med flera nomineringar
- 7 nomineringar: Can't Stop the Music
- 6 nomineringar: Xanadu
- 5 nomineringar: The Jazz Singer och Mannen i mörkret
- 4 nomineringar: Den hemliga formeln
- 3 nomineringar: I nattens mörker, Lockbetet, Lyft Titanic!, Mördarroboten och Snacka om vänsterprassel!
- 2 nomineringar: En tjej för mycket, Fredagen den 13:e, Fruktans ö, The Shining och Touched by Love

### Filmer med flera vinster
- 2 vinster: Can't Stop the Music och The Jazz Singer